# NGC 6303
NGC 6303 é uma galáxia elíptica (E) localizada na direcção da constelação de Draco. Possui uma declinação de +68° 49' 40" e uma ascensão recta de 17 horas, 05 minutos e 02,8 segundos.
A galáxia NGC 6303 foi descoberta em 14 de Outubro de 1884 por Lewis A. Swift.